# Solheim Cup 2009

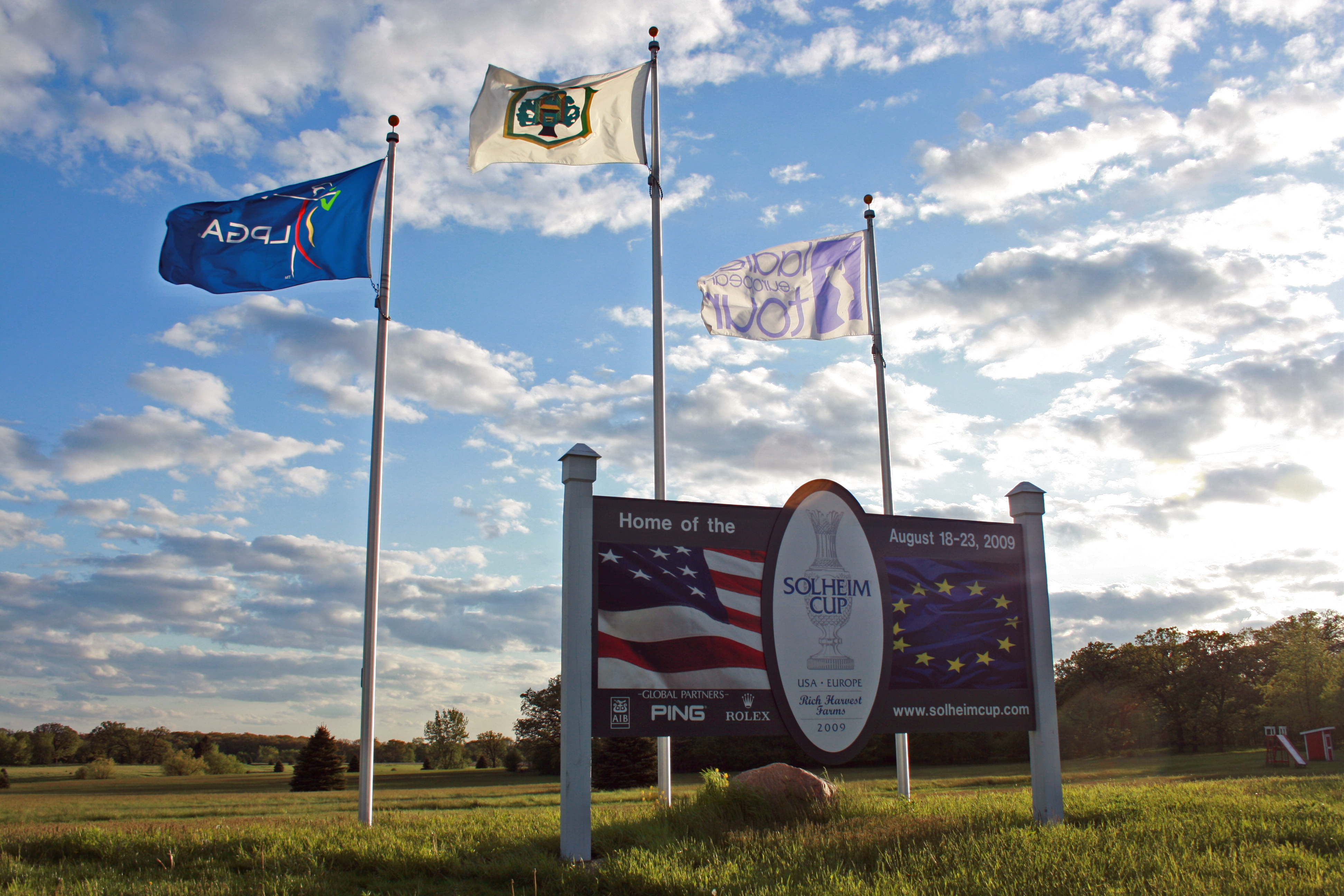
Rich Harvest Farms

Solheim Cup 2009 to jedenaste rozgrywki meczów o Puchar Solheima, które miały miejsce od 21 do 23 sierpnia 2009 na polu golfowym Rich Harvest Farms w Sugar Grove, Illinois, USA. Rywalizacja tradycyjnie odbyła się pomiędzy drużynami zawodowych golfistek reprezentujących Stany Zjednoczone oraz Europę. Puchar pozostał w rękach drużyny USA – rywalizacja zakończyła się wynikiem 16 do 12 na ich korzyść.

## Format
Obie drużyny walczyły o pulę 28 punktów. Pierwszego dnia (piątek) podczas porannej sesji odbyły się cztery mecze fourball (4 punkty), a po południu cztery mecze foursome (4 punkty) pomiędzy dwuosobowymi drużynami. Schemat ten został powtórzony następnego dnia (kolejne 8 punktów). Trzeciego dnia podczas finału golfistki obu stron rywalizowały ze sobą w 12 meczach singlowych (12 punktów).
Edycja 2009 jest pierwszą, w której pierwsze dwa dni rozgrywek rozpoczęły się od meczów fourball – jest to efekt wspólnych ustaleń kapitanów obu drużyn.

## Karta pola
| Dołek   | Dołek | 1   | 2   | 3   | 4   | 5   | 6   | 7   | 8   | 9   | Out  | 10  | 11  | 12  | 13  | 14  | 15  | 16  | 17  | 18  | In   | Suma |
| ------- | ----- | --- | --- | --- | --- | --- | --- | --- | --- | --- | ---- | --- | --- | --- | --- | --- | --- | --- | --- | --- | ---- | ---- |
| Par     | Par   | 4   | 5   | 3   | 4   | 3   | 4   | 5   | 4   | 4   | 36   | 4   | 5   | 4   | 3   | 4   | 5   | 3   | 4   | 5   | 37   | 73   |
| Długość | yd    | 400 | 501 | 160 | 419 | 125 | 375 | 500 | 395 | 415 | 3290 | 400 | 550 | 342 | 155 | 385 | 470 | 171 | 387 | 520 | 3380 | 6670 |
| Długość | m     | 366 | 458 | 146 | 383 | 114 | 343 | 457 | 361 | 379 | 3008 | 366 | 503 | 313 | 142 | 352 | 430 | 156 | 354 | 475 | 3091 | 6099 |

## Drużyny
Składy obu drużyn zostały ogłoszone po zakończeniu wielkoszlemowego Women's British Open 2009. Po raz pierwszy w historii kapitanowie przekazali te informacje na wspólnej konferencji prasowej.

### Reprezentacja Europy
Kwalifikacja zawodniczek do drużyny Europy odbywała się w oparciu o punkty zdobywane za zajęcie czołowych miejsc w zawodach sygnowanych przez Ladies European Tour – w tym turniejów wielkoszlemowych LPGA. Dyspozycja punktów rozpoczęła się w 2007 roku podczas turnieju De Vere Ladies Scottish Open.
Do drużyny dostały się:
1. pierwsza piątka rankingu punktów (Nocera, Elósegui, Luna, Davies i Gustafson),
2. cztery najwyżej lokowane w Rolex Rankings zawodniczki nie kwalifikujące się w oparciu o punkt 1 (Pettersen, Alfredsson, Matthew i Hjorth),
3. trzy zawodniczki wybrane przez Kapitana drużyny (Brewerton, Moodie i Nordqvist).

Dla Laury Davies był to rekordowy jedenasty występ w Solheim Cup – brała ona udział we wszystkich dotychczasowych rozgrywkach. Diana Luna jest pierwszą Włoszką, która zagrała w Solheim Cup. Z kolei Helen Alfredsson w poprzedniej edycji była kapitanem drużyny – w 2009 zakwalifikowała się jako uczestniczka. Dla trzech kwalifikantek był to debiut w zawodach: Anna Nordqvist jest aktualną mistrzynią LPGA Championship, Brewerton wygrała tegoroczny Open de Espana Femenino, a Moodie brała udział w dwóch poprzednich wygranych przez drużynę Europy edycjach (2000 i 2003) przegrywając tylko jeden ze swoich ośmiu meczów.

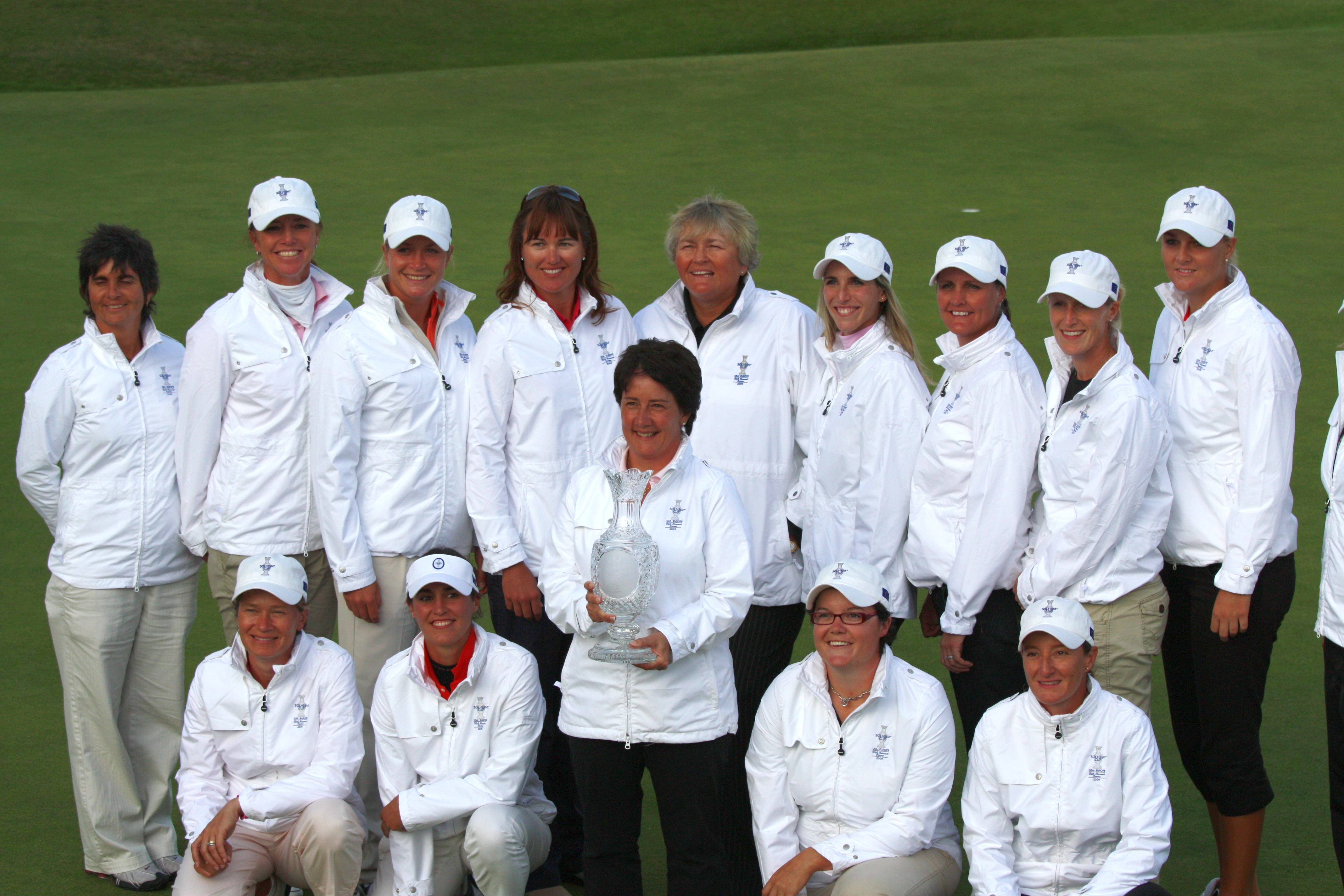
Drużyna Europy

| Drużyna Europy    |      |                                      |              |                |                              |
| Uczestniczka      | Wiek | Miejsce zamieszkania lub pochodzenia | Ranking LETa | Ranking Rolexb | Uwagi                        |
| Alison Nicholas   | 47   | Anglia                               | n/d          | n/d            | niegrający kapitan           |
| Liselotte Neumann | 43   | Finspång, Szwecja                    | n/d          | n/d            | niegrający asystent kapitana |
| Joanne Morley     | 42   | Cheshire, Anglia                     | n/d          | n/d            | niegrający asystent kapitana |
| Gwladys Nocera    | 34   | Moulins, Francja                     | 1 (200,50)   | 130            |                              |
| Tania Elósegui    | 27   | San Sebastián, Hiszpania             | 2 (138,75)   | 191            | debiutantka                  |
| Diana Luna        | 26   | Cannes, Włochy                       | 3 (126,80)   | 218            | debiutantka                  |
| Laura Davies      | 45   | Surrey, Anglia                       | 4 (119,55)   | 92             |                              |
| Sophie Gustafson  | 35   | Varberg, Szwecja                     | 5 (118,00)   | 34             |                              |
| Suzann Pettersen  | 28   | Oslo, Norwegia                       | 7            | 6              |                              |
| Helen Alfredsson  | 44   | Göteborg, Szwecja                    | 10           | 10             |                              |
| Catriona Matthew  | 39   | North Berwick, Szkocja               | 13           | 14             |                              |
| Maria Hjorth      | 35   | Falun, Szwecja                       | 14           | 35             |                              |
| Becky Brewerton   | 26   | St Asaph, Walia                      | 11           | 155            | dzika karta                  |
| Anna Nordqvist    | 22   | Eskilstuna, Szwecja                  | 20           | 22             | dzika karta, debiutantka     |
| Janice Moodie     | 36   | Glasgow, Szkocja                     | 67           | 88             | dzika karta                  |

a miejsce w rankingu, w nawiasie dla pierwszej piątki liczba punktów.
b miejsce w rankingu,

### Reprezentacja USA

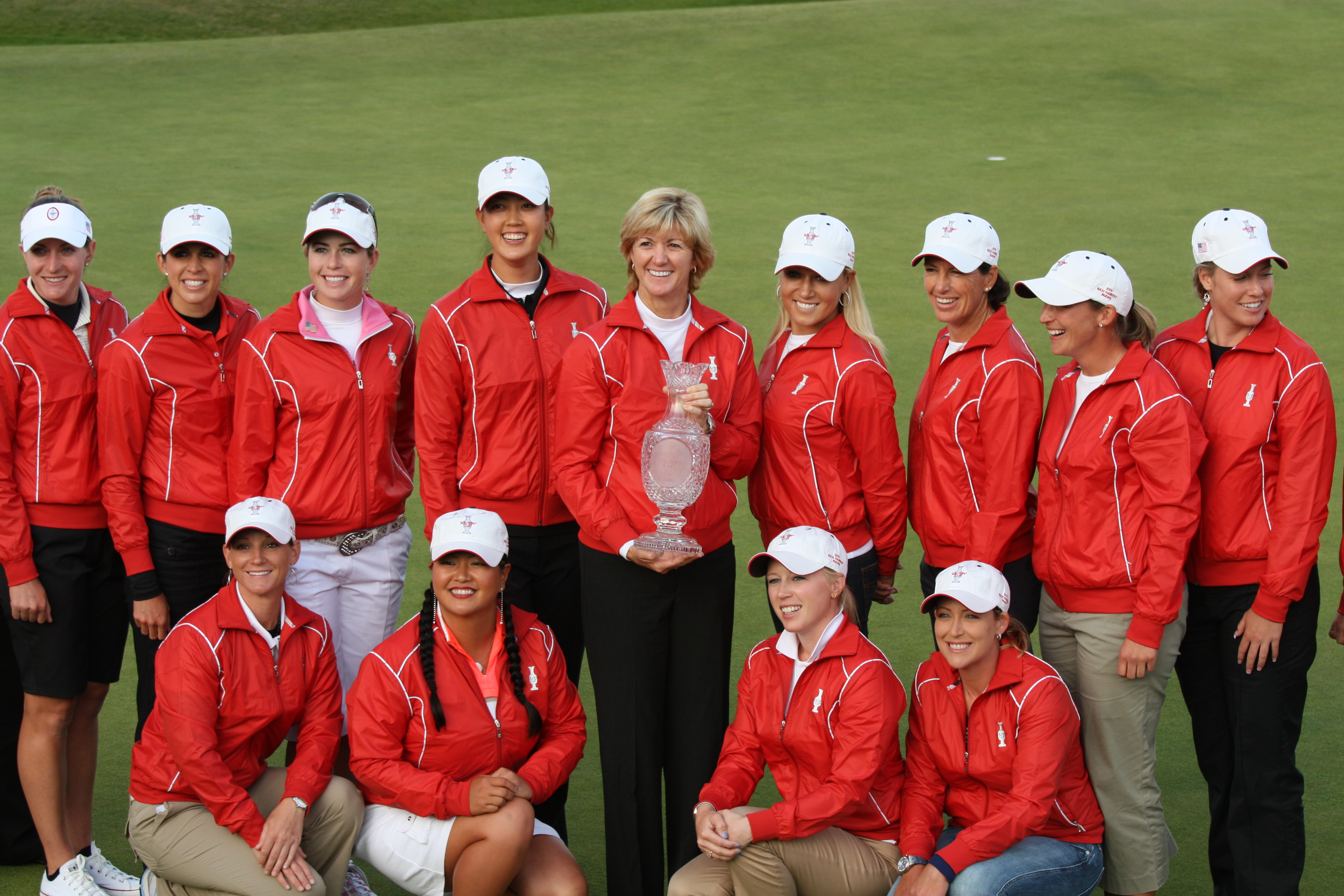
Drużyna USA

| Drużyna USA        |      |                                      |                    |                |               |                              |
| Uczestniczka       | Wiek | Miejsce zamieszkania lub pochodzenia | Pozycja w rankingu | Liczba punktów | Ranking Rolex | Uwagi                        |
| Beth Daniel        | 52   | Charleston, Karolina Południowa      | n/d                | n/d            | n/d           | niegrający kapitan           |
| Kelly Robbins      | 39   | Mount Pleasant, Michigan             | n/d                | n/d            | n/d           | niegrający asystent kapitana |
| Meg Mallon         | 46   | Ocean Ridge, Floryda                 | n/d                | n/d            | n/d           | niegrający asystent kapitana |
| Paula Creamer      | 22   | Pleasanton, Kalifornia               | 1                  | 826,5          | 5             |                              |
| Cristie Kerr       | 31   | Miami, Floryda                       | 2                  | 735,5          | 3             |                              |
| Angela Stanford    | 31   | Fort Worth, Teksas                   | 3                  | 579,0          | 8             |                              |
| Kristy McPherson   | 28   | Conway, Karolina Południowa          | 4                  | 321,0          | 18            | debiutantka                  |
| Nicole Castrale    | 30   | Palm Desert, Kalifornia              | 5                  | 314,0          | 44            |                              |
| Christina Kim      | 25   | San Jose, Kalifornia                 | 6                  | 312,0          | 42            |                              |
| Brittany Lang      | 23   | McKinney, Teksas                     | 7                  | 301,5          | 30            | debiutantka                  |
| Morgan Pressel     | 21   | Boca Raton, Floryda                  | 8                  | 277,0          | 26            |                              |
| Brittany Lincicome | 23   | Seminole, Floryda                    | 9                  | 250,0          | 23            |                              |
| Natalie Gulbis     | 26   | Las Vegas, Nevada                    | 10                 | 201,0          | 48            |                              |
| Michelle Wie       | 19   | Honolulu, Hawaje                     | 13                 | 166,5          | 24            | dzika karta, debiutantka     |
| Juli Inkster       | 49   | Pasatiempo, Kalifornia               | 16                 | 152,0          | 45            | dzika karta                  |

## Wyniki

### Dzień 1. – poranne mecze fourball
| Unia Europejska     | Wyniki   | Stany Zjednoczone |
| ------------------- | -------- | ----------------- |
| Pettersen/Gustafson | 1up      | Creamer/Kerr      |
| Alfredsson/Elósegui | 1up      | Stanford/Inkster  |
| Davies/Brewerton    | 5&4      | Lang/Lincicome    |
| Matthew/Hjorth      | remis    | Pressel/Wie       |
| 1,5                 | Foursome | 2,5               |
| 1,5                 | Łącznie  | 2,5               |

### Dzień 1. – popołudniowe mecze foursome
| Unia Europejska     | Wyniki   | Stany Zjednoczone   |
| ------------------- | -------- | ------------------- |
| Pettersen/Gustafson | 4&2      | Kim/Gulbis          |
| Brewerton/Nocera    | 3&1      | Stanford/Castrale   |
| Hjorth/Nordqvist    | 3&2      | McPherson/Lincicome |
| Matthew/Moodie      | 2&1      | Creamer/Inkster     |
| 2                   | Foursome | 2                   |
| 3,5                 | Łącznie  | 4,5                 |

### Dzień 2. – poranne mecze fourball
| Unia Europejska     | Wyniki   | Stany Zjednoczone   |
| ------------------- | -------- | ------------------- |
| Alfredsson/Elósegui | 5&4      | Kim/Wie             |
| Matthew/Luna        | remis    | Stanford/Lang       |
| Pettersen/Nordqvist | 2up      | Castrale/Kerr       |
| Nocera/Hjorth       | 1up      | Lincicome/McPherson |
| 2,5                 | Foursome | 1,5                 |
| 6                   | Łącznie  | 6                   |

### Dzień 2. – popołudniowe mecze foursome
| Unia Europejska      | Wyniki   | Stany Zjednoczone |
| -------------------- | -------- | ----------------- |
| Moodie/Gustafson     | 4&3      | Creamer/Inkster   |
| Alfredsson/Pettersen | 2up      | McPherson/Pressel |
| Brewerton/Nocera     | 5&4      | Gulbis/Kim        |
| Nordqvist/Hjorth     | 2up      | Kerr/Wie          |
| 2                    | Foursome | 2                 |
| 8                    | Łącznie  | 8                 |

### Dzień 3. – mecze singlowe

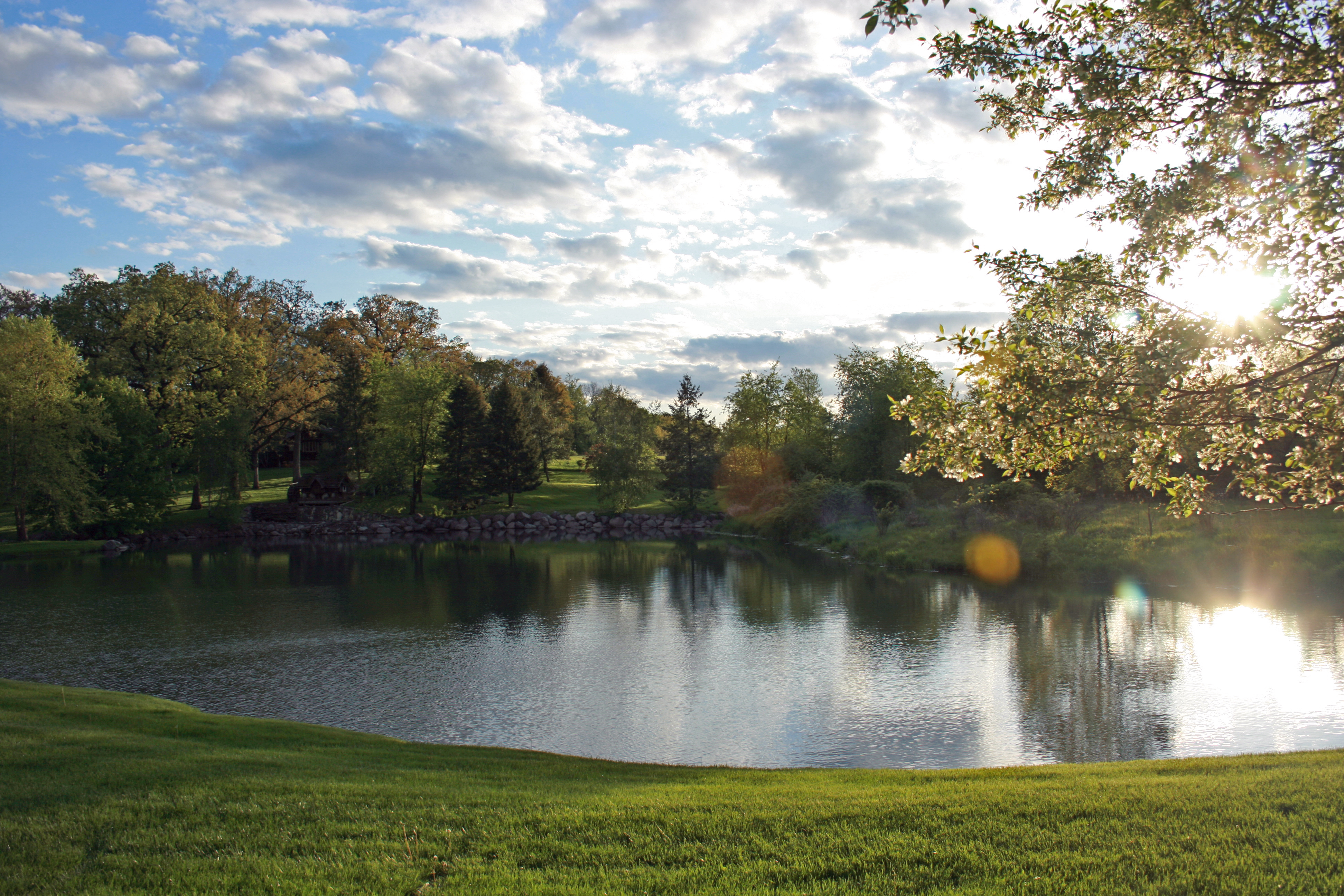
Rich Harvest Farms

| Unia Europejska | Wyniki    | Stany Zjednoczone |
| --------------- | --------- | ----------------- |
| Pettersen       | 3&2       | Creamer           |
| Brewerton       | 5&4       | Stanford          |
| Alfredsson      | 1up       | Wie               |
| Davies          | remis     | Lang              |
| Nocera          | remis     | Inkster           |
| Matthew         | 3&2       | McPherson         |
| Gustafson       | 3&2       | Lincicome         |
| Luna            | 3&2       | Castrale          |
| Elósegui        | 2up       | Kim               |
| Hjorth          | remis     | Kerr              |
| Nordqvist       | 3&2       | Pressel           |
| Moodie          | remis     | Gulbis            |
| 4               | Pojedynki | 8                 |
| 12              | Łącznie   | 16                |